# Brent Fitz
Brent Fitz (Fitzy) es un músico canadiense-estadounidense y artista de grabación, más conocido como baterista, pero también es un multinstrumentista que ha trabajado con Slash, Theory of a Deadman, Alice Cooper, Vince Neil, Union, Lamya, Streetheart, Harlequin y Econoline Crush.

## Biografía
Fitz es originario de Winnipeg, Manitoba, Canadá, donde asistió y se graduó del colegiado John Taylor en 1988. Después de salir de Winnipeg en los años 1990 vivió algún tiempo en Los Ángeles, California y actualmente reside en Las Vegas, Nevada.
Fitz comenzó sus estudios de piano a la edad de cinco años y la batería a la edad de diez años, que tocó mucho en su escuela intermedia y secundaria en los programas musicales de su escuela. Fitz recibió formación de piano y teoría a través del Gran Conservatorio de Música de Toronto, Ontario.
Fitz comenzó su carrera profesional a los 15 años, tocando en diversos clubes de Winnipeg y zonas periféricas en una banda de covers llamada New Alliance. Más tarde se trasladó a formar parte del más pesado Touring Club Winnipeg nombrado acto Seventh Heaven, que se convirtió en Shake Naked. Listas con Seventh Heaven and Shake Naked fueron las más extensas y complicadas giras en la mayor parte de Canadá. Las conexiones a la ciudad de Los Ángeles durante Seventh Heaven, permitió a Fitz tener la oportunidad de buscar trabajo en ese mercado como un baterista ejecutante y de sesión.
Trabajar con el anterior vocalista de Shake Naked, Lenita Erickson más tarde resultó fructífero al hacerse como amigo de Bruce Kulick de Kiss quien lo llevó a la fama invitado a Fitz unirse a él en un esfuerzo de grabación después de oírle tocar. Ese grupo sería conocido como Unión y también incluiría John Corabi en la voz (exintegrante de The Scream y Mötley Crüe), James Hunting de David Lee Roth en el bajo, y con Kulick en la guitarra.
Fitz fue brevemente grabado y realizó giras con los Bulletboys en el 2000, así como con Gilby Clarke, de Guns N 'Roses.
A principios de 2001, Fitz recibiría una invitación como solista con Vince Neil, como baterista (y tecladista). Realizó varias giras internacionales, y grabó el álbum "Live At The Whisky" en 2002. Fitz apareció en el show de VH1 TV "Remaking: Vince Neil" en 2004, así como un episodio de "Queer Eye For The Straight Guy".
Fitz dejó a Vince Neil en 2005 para unirse a Theory of a Deadman como la banda se embarcó en una gira para promocionar el álbum "La gasolina". Fitz apareció en cuatro videos musicales con la banda, e hizo apariciones en varios programas de televisión como The Tonight Show con Jay Leno. Fitz tocaba el piano y cantaba con la banda durante varios funcionamientos acústicos también.
En 2006, mientras sigue de gira con Theory of a Deadman, Fitz temporalmente dejó la banda para una gira con Alice Cooper, tomando el lugar de los tambores de Eric Singer Singer, mientras estaba de gira con Kiss. Ese mismo año, también Fitz haría una gira por los EE. UU. con los pueblos indígenas.
En 2007, Fitz grabó con el rock canadiense Crush Econoline en el álbum "Ignite", y posteriormente se convirtió en un miembro permanente de la banda, sin dejar de ser el respaldo de baterista de Alice Cooper. Fitz apareció en el video de la canción "Dirty" de Econoline Rush.
En 2009, Fitz se unió a la producción de Las Vegas basado en "Monster Circus" como tecladista / vocalista. Monster Circus lo realizó en el "Hotel & Casino Hilton" en Las Vegas, Nevada. La banda contó con Dee Snider de Twisted Sister, el bajista Rudy Sarzo, el guitarrista Tony Montana de Great White, el guitarrista Dave Kushner de Velvet Revolver, y John Corabi y Bruce Kulick (de Union, antigua banda de Fitz).
En junio de 2009, Fitz apareció en el programa de televisión de Gene Simmons "Family Jewels" (Temporada 4, Episodio 2: Memphis Blues), él y Bruce Kulick ayudaron con algunos estudios de grabación, dispuesto para las aspiraciones musicales del hijo de Simmons, Nick. Fitz también grabó en la batería para Kulick BK3, la mayoría de las pistas en 2010 , incluyendo pistas de artistas invitados Gene Simmons, Simmons Nick, John Corabi, y Doug Fieger. Fitz apareció en un segundo episodio en junio de 2010, esta vez tocando en vivo con Bruce Kulick y Nick Simmons en el Cat Club en Hollywood, California.
En marzo de 2010, Fitz se convirtió en baterista del exguitarrista líder de Guns N 'Roses, Slash, donde se halla trabajando actualmente. En conjunción de Myles Kennedy y Todd Kerns formaron la agrupación conocida como "Myles Kennedy and the Conspirators"; Fitz se ha presentado en varios programas de entrevistas estadounidenses en 2010, incluyendo: The Tonight Show con Jay Leno, Jimmy Fallon, Jimmy Kimmell, Ellen, Lopez Tonight (dos veces) y The Late Late Show con Craig Kilborn. Fitz también ha aparecido en varios vídeos musicales con la inclusión de "By The Sword", "Back From Cali", "Dangerous Beautiful" con Fergie y Slash, "You're a Lie", y "Bad Rain".

## Álbumes

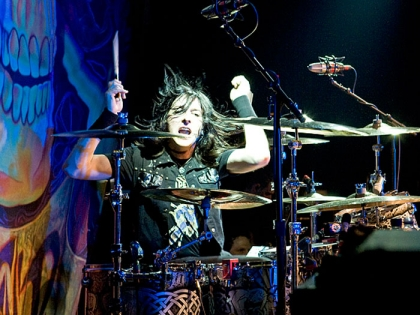
Brent Fitz, tocando en "Made in Stoke 24/7/11".

- Various Artists: Return of the Comet, a tribute to Ace Frehley, 1997
- Various Artists: Forever Mod - A Portrait of a Storyteller, a tribute to Rod Stewart, 1998
- Union - Union, 1998
- Union - Live in the Galaxy, 1999
- Union - The Blue Room, 2000
- Bruce Kulick - Audiodog, 2001
- Gilby Clarke - Swag, 2002
- Bruce Kulick - Transformer, 2002
- Vince Neil - Live at the Whisky: One Night Only, 2003
- Voodooland - Give Me Air, 2003
- Various Artists: Numbers from the Beast, a tribute to Iron Maiden, 2005
- Various Artists: WWE Wreckless Intent, 2006
- Harlequin - Waking the Jester, 2007
- Econoline Crush - Ignite, 2008
- Bruce Kulick - BK3, 2010
- Slash - Slash (Deluxe Edition), 2010
- Slash - iTunes Session, 2010
- Slash - Live in Manchester (Slash album), 2010
- Syndicate - Syndicate, 2011
- Beggars & Thieves - We Are The Broken Hearted, 2011
- Slash - Made in Stoke 24/7/11, 2011
- Slash - Apocalyptic Love, 2012
- Jake E. Lee (Red Dragon Cartel) - Red Dragon Cartel, 2014
- Slash - World on Fire, 2014